# Paracmaeoderoides callyntromorion
Paracmaeoderoides callyntromorion (лат.) — вид жуков-златок, единственный в составе рода Paracmaeoderoides из подсемейства Polycestinae (триба Acmaeoderini).

## Этимология
Родовое название Paracmaeoderoides указывает на парадокс, который мы обнаруживаем, пытаясь определить как родственные связи, так и место в существующей запутанной иерархии высших таксонов златок. Он так же «близок» к Acmaeoderoides, как Nothomorphoides Holm к Nothomorpha Thomson. Видовой эпитет, использованный для этого нового вида, образован от греческих слов kallytron (кисть) и morion (половой член) для обозначения сильно щетинистого яйцеклада.

## Описание
Мелкие жуки, длина около 6 мм, ширина около 2 мм. Усики 11-члениковые. Форма тела удлинённо-яйцевидная, сверху уплощённая, снизу поперечно-выпуклая; поверхность сверху и снизу блестящая чёрная с отражённым бронзовым цветом, меняющимся по интенсивности в зависимости от угла и количества падающего света; надкрылья пятнистые. Голени тонкие, длиннее бёдер, слабо дуговидные, с двумя короткими шипиками апикально.

## Распространение
Встречаются в Северной Америке: Мексика («Baja California Sur, Loreto»).

## Систематика
Единственный вид рода Paracmaeoderoides из трибы Acmaeoderini. Первоначально при первоописании род был включён в трибу Thrincopygini и подтрибу Nothomorphina. Род Paracmaeoderoides, хотя и похож по внешнему виду на род Acmaeoderoides Van Dyke (и включён вместе с ним в подтрибу Acmaeoderoidina Cobos, 1955) и имеет тот же ареал распространения, тесно связан с южноафриканским Nothomorphoides Holm (подтриба Nothomorphina). Среди перечисленных различий между Acmaeoderoides и Paracmaeoderoides, форма внутренних краёв глаз (параллельная или расходящаяся вверх) варьирует [у A. rossi (Cazier) они отчётливо расходятся к вершине], степень развития срединной впадины переднеспинки варьирует (она хорошо развита у A. distinctus Nelson); рельеф интервалов (килеватый или пунктированный) также варьирует у разных видов рода Acmaeoderoides (отчётливо килеватые интервалы встречаются у A. depressus Nelson); тарзальные подушечки на 1—4-м (изредка 2—4-м) тарзомерах развиты не только у Acmaeoderoides, но и у Nothomorphoides (1-й и 2-й тарзомеры с рудиментарными подушечками); редукция подушечек на проксимальных (от 1-го до 1—3-го) тарзомерах наблюдается у разных родов Polycestinae; вторичная редукция зубца коготков (коготки зубчатые или простые) встречается у родов Nothomorpha и Acmaeoderella; оба типа строения яйцеклада (удлинённый, с редкими волосками или короткий, с густыми волосками) характерны для представителей двух разных групп рода Acmaeoderoides, кроме того, яйцеклад Nothomorphoides irishi не голый, а покрыт густыми короткими волосками; форма 11-го членика усика (усечённый или закруглённый апикально) и развитие киля на эпиплевральной доле также довольно широко варьируют в пределах рода.
- род Paracmaeoderoides Bellamy & Westcott, 1996
  - вид Paracmaeoderoides callyntromorion Bellamy & Westcott, 1996